# Богуслава Єжовська-Тшебятовська

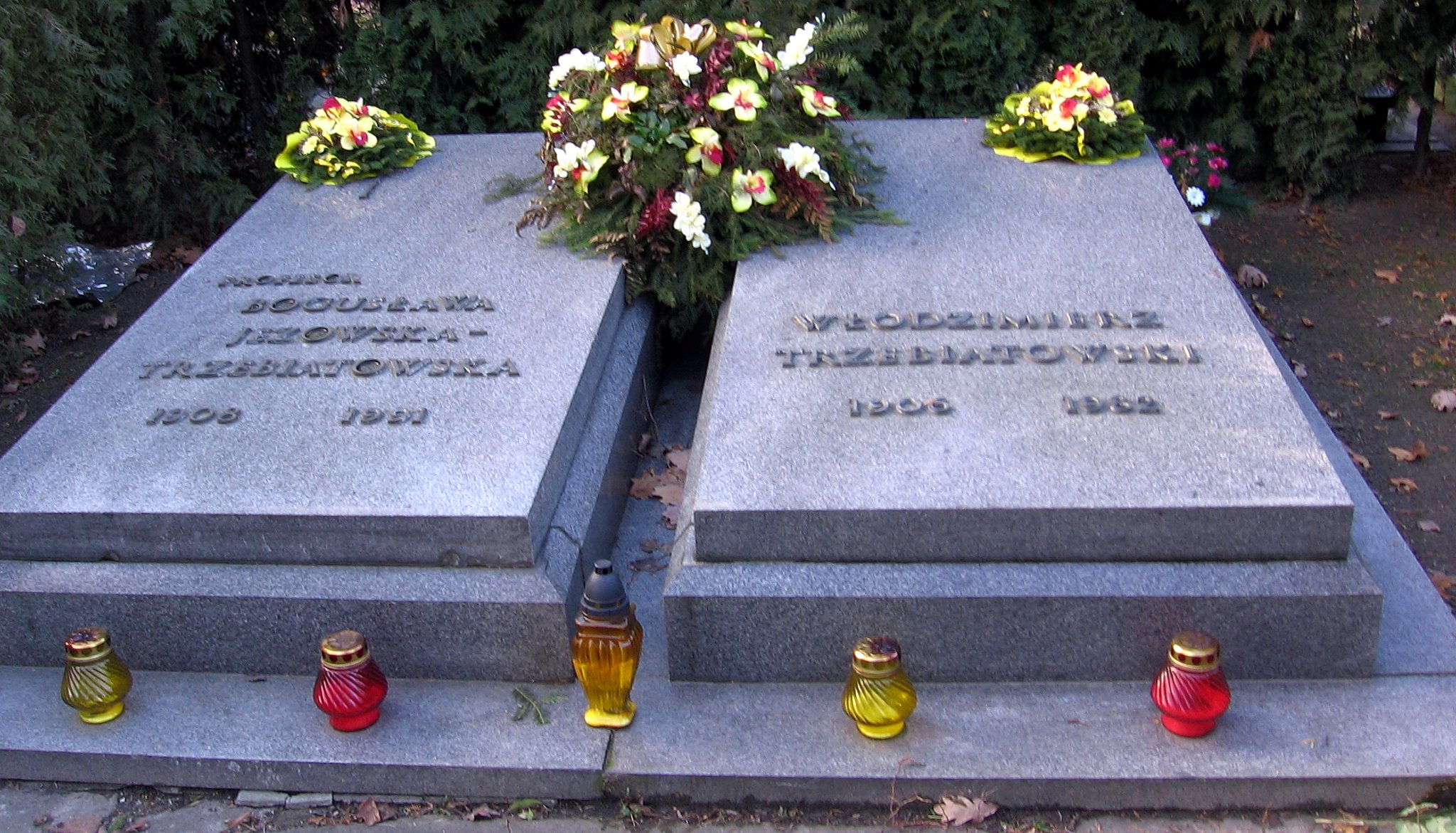
Могила Влодзимежа і Богуслави Тшебятовських.

Богусла́ва Єжовська, у шлюбі Єжо́вська-Тшебято́вська (пол. Bogusława Jeżowska-Trzebiatowska; 19 листопада 1908 Станиславів, Австро-Угорщина — 16 грудня 1991; — Вроцлав; Польща) — польська хімікиня. Доктор хімічних наук (1949), професор (1954), академік Польської Академії Наук (1972). Перша жінка серед докторів Львівської політехніки. Одна із засновників вроцлавської школи координаційної хімії. 
Підпільниця часів Другої світової війни. Праведниця народів світу.

## Біографія
Богуслава Єжовська народилась у Станиславові (нині Івано-Франківськ), в сім'ї юриста, а згодом директора банку, Северина Єжовського і Стефанії Єжовської (до шлюбу Вартанович). Мала старших сестер Яніну й Анну та молодшого брата Кшиштофа (1917—1970, ректор Вроцлавської вищої економічної школи). 
1913 року родина Єжовських переїхала до Львова. 1914 року, на початку Першої світової війни, батька, як капітана запасу, взяли до армії. У листопаді цього ж року мати з дітьми перебралася до Відня й повернулася до Львова у 1915-му. Богуслава навчалась у початковій школі сестер-самаритянок, 1926 року закінчила гімназію імені королеви Ядвіги. 
Ще гімназисткою Богуслава Єжовська побувала на зустрічі Марії Склодовської-Кюрі з молоддю у Львівській ратуші й, натхненна досягненнями науковиці, вирішила вивчати хімію. Попри те, що батько хотів, щоб Богуслава стала лікаркою, 1926 року вона вступила до Львівської політехніки й була однією з 10 дівчат зі 100 студентів хімічного факультету. Найбільший вплив на неї справили лекції тодішнього завідувача кафедри неорганічної хімії — Віктора Якуба. Він запропонував третьокурсниці Богуславі Єжовській посаду заступниці молодшого асистента, а з жовтня 1930 року вона вже працювала як молодша асистентка. Під його керівництвом вона вивчала властивості ренію, що згодом, у 1935-му, стали предметом її докторату. В липні 1931 Єжовська захворіла на тиф і через ускладнення хвороби не змогла скласти дипломні іспити у вересні. Склала у 1932-му.
Здобувши диплом, вона працювала в політехніці на посаді старшої асистентки. 1935 року захистила докторську дисертацію, ставши першою жінкою-доктором Львівської політехніки. Того ж року одружилася з науковцем Влодзимежем Тшебятовським. (1906—1982). Восени 1939-го, коли Галичина увійшла в склад СРСР, Єжовська-Тшебятовська перейшла на роботу в хімічній лабораторії Львівського університету, в якій працював її чоловік.
У 1942-му, під час німецької окупації, вона влаштувалася на вакантну посаду директора фабрики вищих спиртів, підпорядкованої концерну «Галіколь». З грудня 1942-го до кінця липня 1944-го вона в одному з цехів переховувала колишнього директора — єврея Еміля Ташнера(згодом він став засновником польської хімії пептидів). За це влітку 1991-го Єжовську-Тшебятовську удостоєно званням і медаллю «Праведники народів світу».
1942 року Єжовська-Тшебятовська вступила до Армії Крайової (АК), взяла псевдонім «Ren» («Реній») й від грудня до червня 1944-го провадила на фабриці підпільне виробництво димових і бойових бомб для АК. Наприкінці 1943-го вона друкувала у фабричному цеху газету АК Wytrwamy. 21 липня 1944 року керівництво АК нагородило Богуславу Єжовську-Тшебятовську орденом Срібний хрест заслуг з мечами. Як написала сама вчена, ця нагорода залишилася тільки на видрукованому аркушику. На державному рівні її не затверджено.
З приходом радянської влади Єжовська-Тшебятовська далі працювала на фабриці, перейменованій на «Хімтруд», а 5 грудня 1945 року переїхала до Вроцлава. Її чоловік перебрався туди у вересні 1945 року. У Вроцлаві з чоловіком взяла участь в організації політехнічного інституту, університету та відділення Польської академії наук (ПАН).

## Адміністративна й організаційна діяльність
У Вроцлавському університеті Єжовська-Тшебятовська завідувала кафедрою загальної хімії І (1948—1951) і кафедрою неорганічної хімії (1953—1968). У Вроцлавській політехніці — кафедрою неорганічної хімії II (1951—1963) і кафедрою хімії рідкісних елементів (1963—1967). 1954 року отримала професорське звання на хімічному факультеті Вроцлавського університету. У 1961 році вступила в ПОРП. 1965 року стала однією із засновників Інституту неорганічної хімії і металургії рідкісних елементів, який згодом назвали іменем Влодзимежа Тшебятовського. Упродовж 15 років вона домагалася, щоб заснувати Інститут хімії Вроцлавського університету, й 1969 року це здійснилося. Збудовано приміщення. У 1969—1990 роках Єжовська-Тшебятовська обіймала посаду директора Інституту хімії й у 1958—1962 роках була деканом математично-фізично-хімічного факультету цієї установи.
1967 року Єжовська-Тшебятовська стала членом-кореспондентом ПАН. У 1965—1981 роках очолювала Комітет спектроскопії ПАН. З 1978-го вона дійсний член ПАН і закордонний член Академії наук НДР. У 1978—1991 роках очолювала Вроцлавське відділення ПАН. З кінця 1970-х Єжовська-Тшебятовська координувала міжвідомчу програму «Структура, властивості й динаміка молекулярних та сконденсованих систем», з 1972 року належала до ради Європейського фізичного товариства, a з 1980 року була головою Польського біофізичного товариства.
1964 року вона започаткувала Міжнародну літню школу координаційної хімії. Учасники щороку збиралися спершу в Карпачі, а згодом у Поляниці-Здруї]. 1962 року Єжовська-Тшебятовська організувала у Вроцлаві міжнародну наукову конференцію. У 1973-му, теж у Вроцлаві, — І Міжнародний конгрес удосконалення викладання хімії.
1970 року Єжовській-Тшебятовській довірено організувати XIII Міжнародну конференцію координаційної хімії, першу у Східній Європі. Цей форум відбувся в Кракові та Закопаному. Загалом учена організувала понад 20 міжнародних конференцій на теми координаційної хімії, молекулярної спектроскопії, спектроскопії f-електронних елементів і фізичної хімії рідких розчинів, у тому числі й Міжнародний кристалографічний конгрес (Варшава, 1978.

## Наукова діяльність
Перші наукові праці Богуслави Єжовської-Тшебятовської, опубліковані в 1931—1932 роках, були присвячені ренію. Висловлену ідею про можливу п'ятивалентність цього елемента гостро розкритикували його першовідкривачі — Вальтер та Іда Ноддак. У 1939-му, на хімічному конгресі в Римі Ноддак публічно визнав, що Тшебятовська мала рацію.
З 1946-го вона разом із іншими науковцями зі Львова — E. Сухардою, Б. Плажеком, K. Гумінським, Б. Бобжанським і Г. Кучинським розвиває неорганічну фізикохімію та координаційну хімію, закладаючи основи вроцлавської хімічної школи. 1949 року вона здобула звання габілітованої докторки. З початку 1950-х учена досліджує антиферомагнетизм i 1956 року доповідає про досягнення в цій галузі на конференції в Лейпцигу, а згодом у кількох зарубіжних університетах.
1961 року на конференції в Детройті Єжовська-Тшебятовська повідомляє про поставлену наукову проблему кисневого хімічного зв'язку. Над цією проблемою вона працювала й далі. У 1960-х учена провадить роботи, що стосуються магнетизму та спектроскопії f-електронових елементів, лантаноїдів і актиноїдів, зокрема сполук урану на різних стадіях окислення. Завдяки цьому вдалося з'ясувати механізми переходу випромінення, непроменеві процеси вигасання люмінесценції та передавання енергії. Зацікавлення такою тематикою постало з практичної потреби в матеріалах для конструювання лазерної техніки. Працювала вона також у галузі ядерної та радіаційної хімії.
Єжовська-Тшебятовська відзначалася вмінням формувати інтердисциплінарні групи науковців і визначати проблематику досліджень на стиках багатьох наук — хімії, фізики, біології, медицини й навіть металургії.
Єжовська-Тшебятовська належала до членів редколегії журналів «Inorganica Chimica Acta» (1976—1981), «Chemical Physics Letters» (1976—1981), «Zeitschrift für Anorganische und Allgemeine Chemie» (1977—1991).
Під керівництвом Богуслави Єжовської-Тшебятовської захистило докторські дисертації понад 70 осіб, не менш як 30 з них обійняли професорські посади. Її учнями були, зокрема, Тадеуш Глов'як, Лех Пайдовський, Гелена Пшиварська-Бонецька, Ян Бернат, Юзеф Зюлковський, Генрик Козловський, Юлія Єзерська і Адам Єзерський. 
Опублікувала понад 600 наукових праць і 20 монографій, мала 10 патентів, була почесною докторкою Словацького технічного інституту у Братиславі (1971), Вроцлавської політехніки (1978), Московського державного університету імені М. В. Ломоносова (1979) і Вроцлавського університету (1980). Читала лекції у вищих навчальних закладах Парижа, Лос-Анджелеса, Детройта, Берліна, Москви, Лондона і Токіо. Про авторитет Єжовської-Тшебятовської свідчить те, що в наукових колах Польщі її прозвали Залізною Дамою, а 1950 року перед лекцією в Сорбонні розпорядник оголосив аудиторії, що виступить «La mère du rhénium» — «мати ренію».
Богуслава Єжовська-Тшебятовська померла 16 грудня 1991 року, травмувавши голову від падіння зі сходів у своєму будинку. Похована на Особовицькому цвинтарі поряд із чоловіком.

## Ушанування
- 2018 року сквер біля будівлі хімічного факультету Вроцлавського університету названо іменем Єжовської-Тшебятовської[17].
- 2017 року Польське хімічне товариство заснувало Медаль імені Богуслави і Влодзимежа Тшебятовських за особливі досягнення в галузі неорганічної хімії[18].

## Нагороди і відзнаки
- Срібний хрест заслуг з мечами за участь у Русі опору (1944, символічно)
- Доктор honoris causa Словацького технічного інституту у Братиславі (1971), Вроцлавської політехніки (1978), Московського державного університету імені М. В. Ломоносова (1979) і Вроцлавського університету (1980).
- Державна премія II ступеня[9]
- Державна премія І ступеня (1976)[19]
- Медаль імені Марії Склодовської-Кюрі (1983).
- Звання і медаль «Праведники народів світу» (1991).
- Медаль імені Гейровського Чехословацької академії наук[9]
- Премія І ступеня Ради у справах використання ядерної енергії[9]

## Наукові праці
- Bogusława Jeżowska. Badania nad redukcją kwasu nadrenowego. — Lwów, 1934. — 27 s.
- Bogusława Jeżowska-Trzebiatowska. Chemia renu. — Nakł. Wrocławskiego Tow. Naukowego, 1951 — 52 s.
- Bogusława Jeżowska-Trzebiatowska. Związki kompleksowe renu cztero- i pięciowartościwego. Nakł. Wrocławskiego Tow. Naukowego, 1953 — 29 s.
- Bogusława Jeżowska-Trzebiatowska. Mechanism and Kinetics of Certain Redox System of Solution. Catalisys and Chemical Kinetics (1964)
- Bogusława Jeżowska-Trzebiatowska. Theory and Structure of Coordination Compounds. — WNT-Pergamon Press, 1964 (у співавт.)
- Bogusława Jeżowska-Trzebiatowska. Struktura elektronowa uranu (1967)
- Bogusława Jeżowska-Trzebiatowska, Walter Wojciechowski. Problemy teoretyczne chemii koordynacyjnej. — 202 s.
- Bogusława Jeżowska. NMR of Zinc (II) Complexes With 2,2’-Bipyridine // Chemical Physics Letters. 1975. Vol. 30. (у співавт.)
- Bogusława Jeżowska-Trzebiatowska, Walter Wojciechowski. Problemy teoretyczne chemii koordynacyjnej. — Wrocław: Państwowe Wydawnictwo Naukowe 1970—202 s.
- Bogusława Jeżowska-Trzebiatowska. Struktura modelowych związków biologicznych (1975)
- Bogusława Jeżowska-Trzebiatowska, Stanisław Kopacz, Teofil Mikulski. / Pierwiastki rzadkie. Cz. 1, Występowanie i technologia. Warszawa, Wrocław: Państwowe Wydawnictwo Naukowe 1976—313 s.
- Bogusława Jeżowska. PMR Studies of Nickel (II) — DTPA Complexes in Aqueous Solutions // Inorganic Chimica Acta. 1977. Vol. 21. (у співавт.)
- Bogusława Jeżowska.PMR Studies on Oxygen-Iron Complexes // J. Molecular Structure. 1978. Vol. 46 (у співавт.)
- Богуслава Ежовская-Тшебятовская. Редкие элементы: Распространенность в природе и технология извлечения / Пер. с англ. Москва, 1979. (у співавт.)
- Bogusława Jeżowska-Trzebiatowska. Struktura i solwatacja związków lantanowców (1980)
- Bogusława Jeżowska-Trzebiatowska, Stanisław Kopacz, Teofil Mikulski. The Rare Elements. Ocurrence and Technology. Elsevier, 1990. — 536. ISBN-10: 0444988777 ISBN-13: 978-0444988775

## Зовнішні зв'язки
- Документальний фільм «Profesor Wrocław — Bogusława Jeżowska-Trzebiatowska»